# Abadía de Mariawald

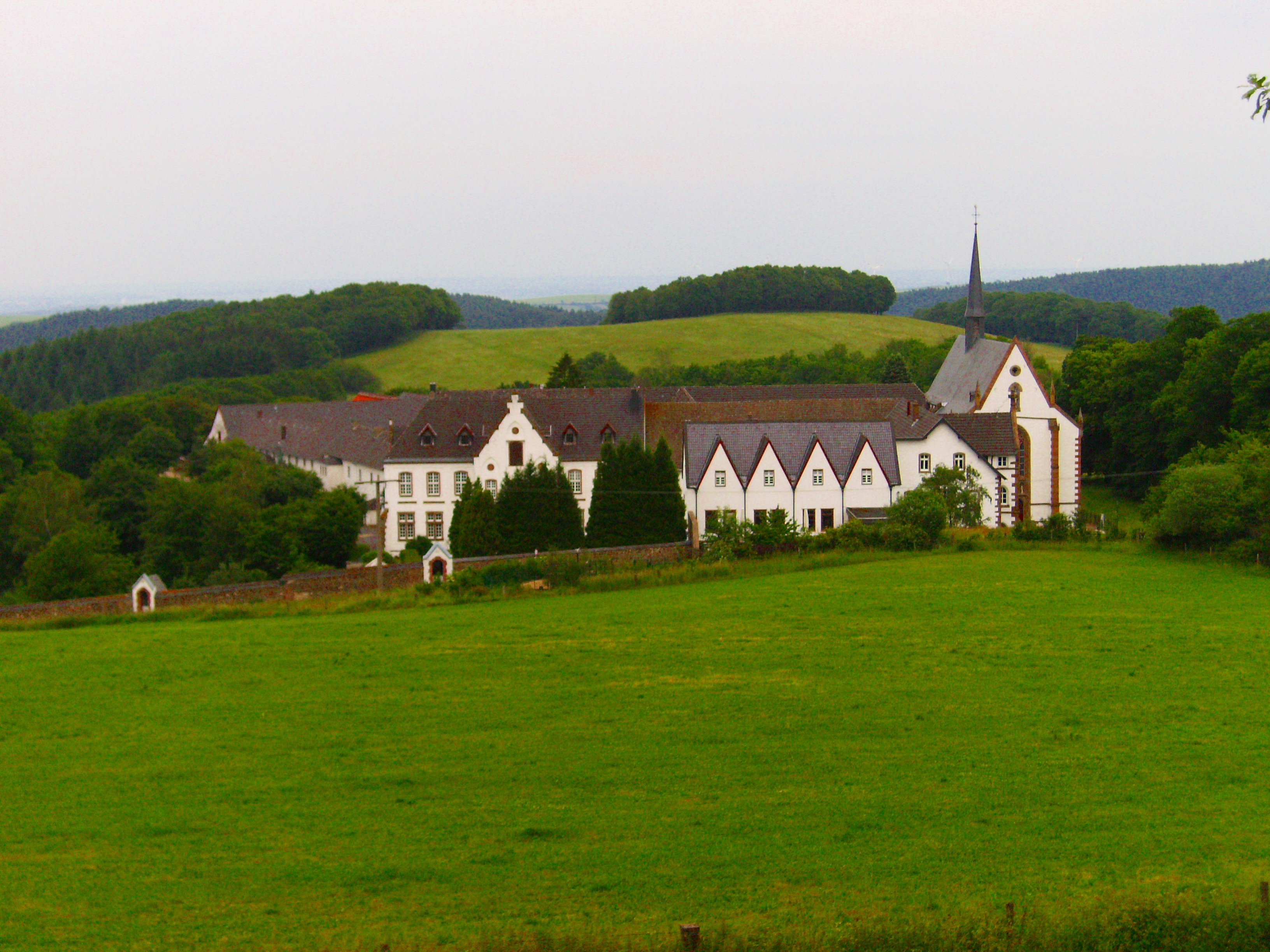
Abadía de Mariawald

La abadía de Mariawald (en Alemán: Abtei Mariawald) es un monasterio trapense (formalmente conocidos como Orden Cisterciense de la Estricta Observancia), situado al norte de la aldea de Heimbach, en el distrito de Düren en el Eifel, en los bosques de los alrededores de Monte Kermeter, Renania del Norte-Westfalia, Alemania.

## Historia

### Cistercienses
Tras la visión de Heinrich Fluitter de la Santísima Virgen María, se construyó un santuario y una capilla en el sitio de la aparición, que se convirtió en un lugar de peregrinación, conocido como Marienwallfahrt. Para el cuidado adecuado del sitio y de los peregrinos los terrenos fueron dados en 1480 a los monjes cistercienses de la abadía de Bottenbroich, que establecieron un priorato aquí, trasladándose el 4 de abril de 1486. El nuevo monasterio tomó su nombre del santuario a María y de los bosques en que se encuentra: «Marienwald», o literalmente «los bosques de María».
En 1795, el monasterio fue cerrado debido a la Revolución Francesa y los monjes fueron expulsados. La imagen de la Virgen fue guardada en un lugar seguro en Heimbach. Los edificios del priorato fueron abandonados y se fueron deteriorando con el paso del tiempo.

### Trapenses
En 1860 el priorato se volvió a fundar por monjes trapenses de abadía de Oelenberg en Alsacia.
De 1875 a 1887 los monjes se exiliaron a causa de las políticas del Kulturkampf («conflicto cultural») del gobierno del Imperio alemán. En 1909, Mariawald pasó de priorato a abadía.
Los monjes tuvieron que abandonar el monasterio sin embargo, de nuevo bajo el régimen nazi durante la Segunda Guerra Mundial, de 1941 hasta abril de 1945, cuando los miembros supervivientes de la comunidad pudieron regresar. El monasterio tuvo que ser reconstruido en gran parte, porque había resultado seriamente dañado durante la guerra.
Después de la Segunda Guerra Mundial, se abrió una fábrica de cerveza de la abadía que estuvo operativa hasta 1956, cuando la producción cesó, en parte debido a la disponibilidad de agua e ingredientes para la elaboración de la cerveza.

## Actualidad
La abadía de Mariawald es el único monasterio trapense de hombres de Alemania.
Los monjes siguen la Regla de San Benito y la constitución de la Orden Cisterciense de la Estricta Observancia. Los visitantes también pueden permanecer un par de días en la casa de huéspedes de la abadía, pero las partes del monasterio utilizadas por la comunidad monástica no pueden ser visitadas.
La abadía se ejecuta una taberna y librería. También produce y vende su propio licor. En 1997 fue una de los ocho abadías trapenses fundadoras de la Asociación Internacional Trapense (AIT) para proteger el uso indebido del nombre comercial trapense.
El lema de la abadía es Luceat lux vestra ("Deja que tu luz brille"), de Mateo 5:16.

## Antiguo rito
Durante la tumultuosa década de 1960, la abadía se adaptó a las nuevas corrientes en la liturgia. Sin embargo, en 2008, en la Fiesta de la Presentación de Nuestra Señora en el Templo (21 de noviembre), la abadía Mariawald obtuvo el permiso del Papa Benedicto XVI de volver al Rito Antiguo y su disciplina religiosa original. Esto hace de Mariawald único entre los monasterios trapenses de todo el mundo, ya que se adhieren a sus tradiciones y estrictas reglas, incluyendo criterios anteriores al Decreto sobre Liturgia del Concilio Vaticano II de 1962 (en particular la misa en latín según los antiguos usos trapenses).

## Abades
A continuación se presenta la lista de abades desde 1909 hasta la actualidad:
- Laurentius Wimmer (1909-1929)
- Stephan Sauer (1929-1939)
- Christophorus Elsen (1947-1961)
- Andreas Schmidt (1961-1966)
- Otto Aßfalg (1967-1980)
- Meinrad Behren (1983-1992)
- Franziskus de Place (1993-1999)
- Bruno Gooskens (1999-2005)
- Josef Vollberg (2006-2018)

## Galería de imágenes

Abadía de Mariawald - Abtei Mariawald
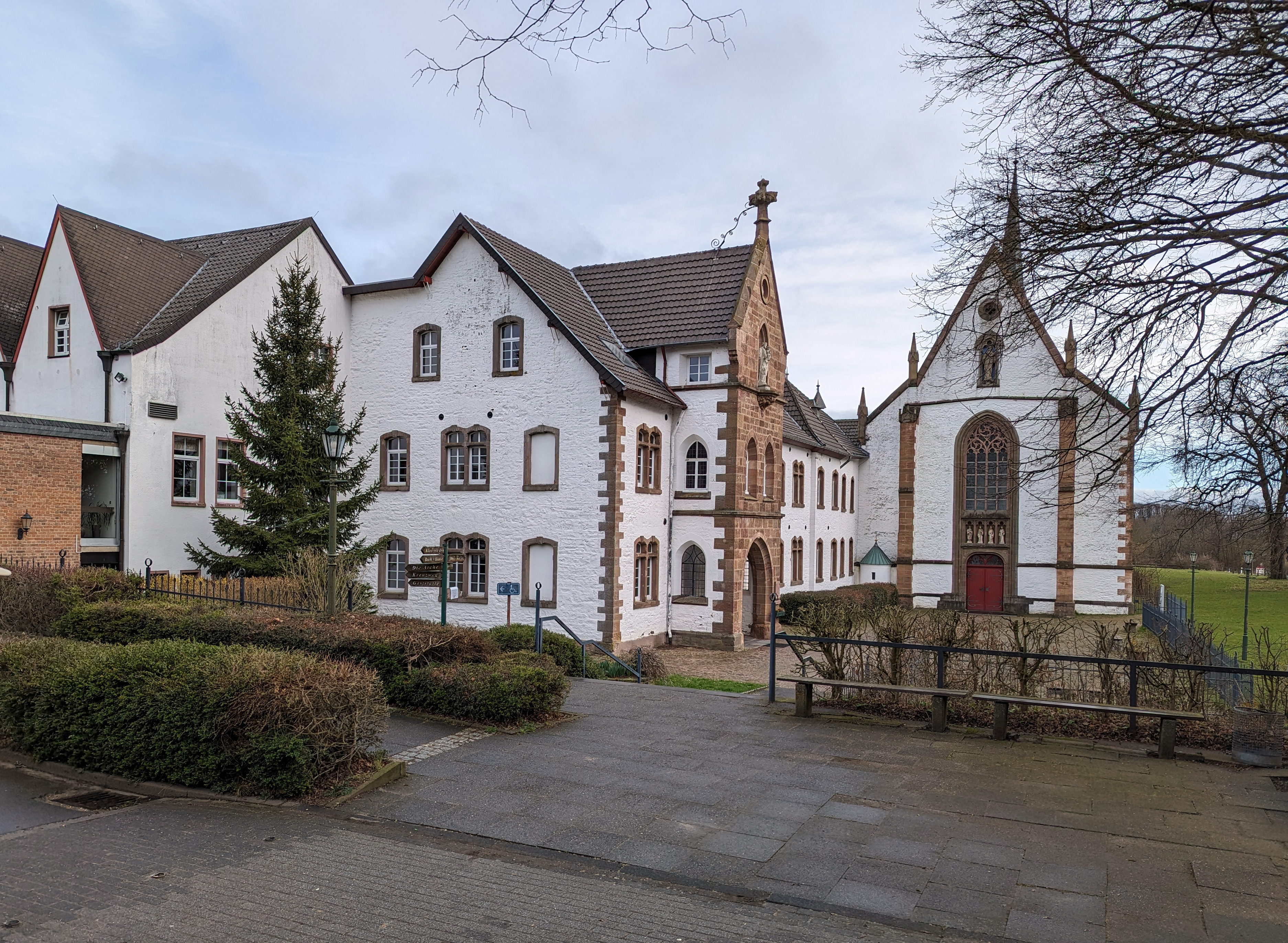
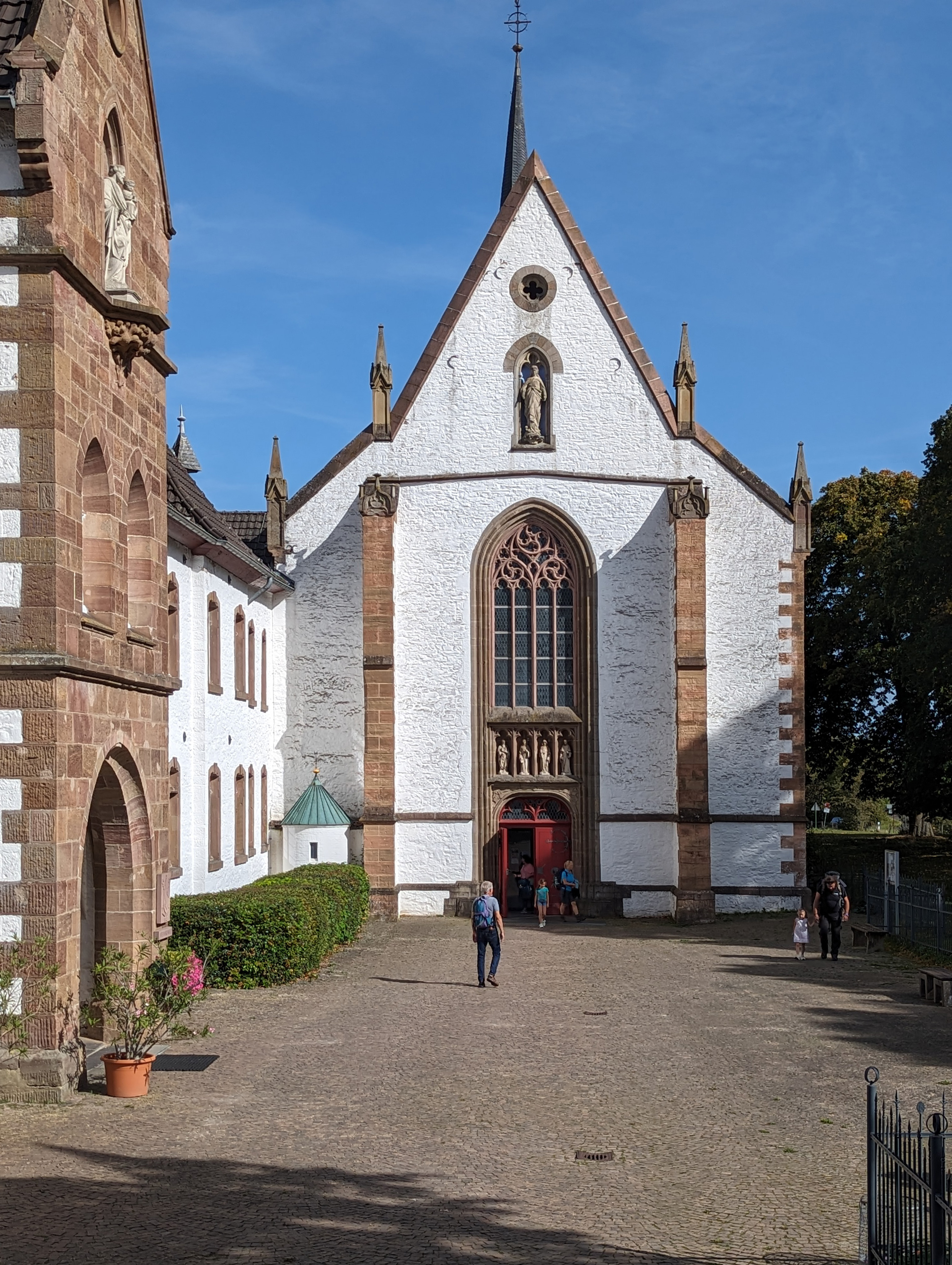
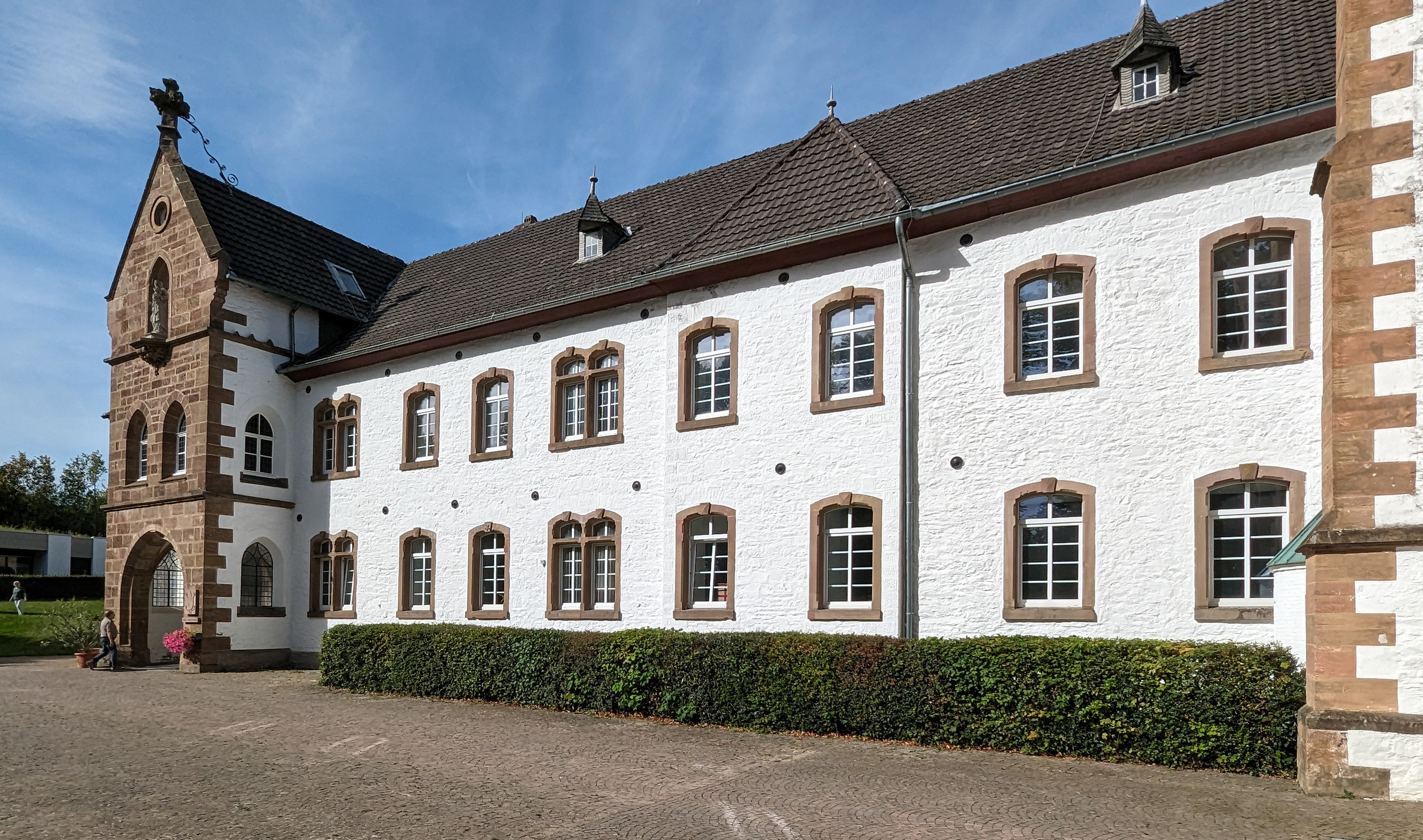
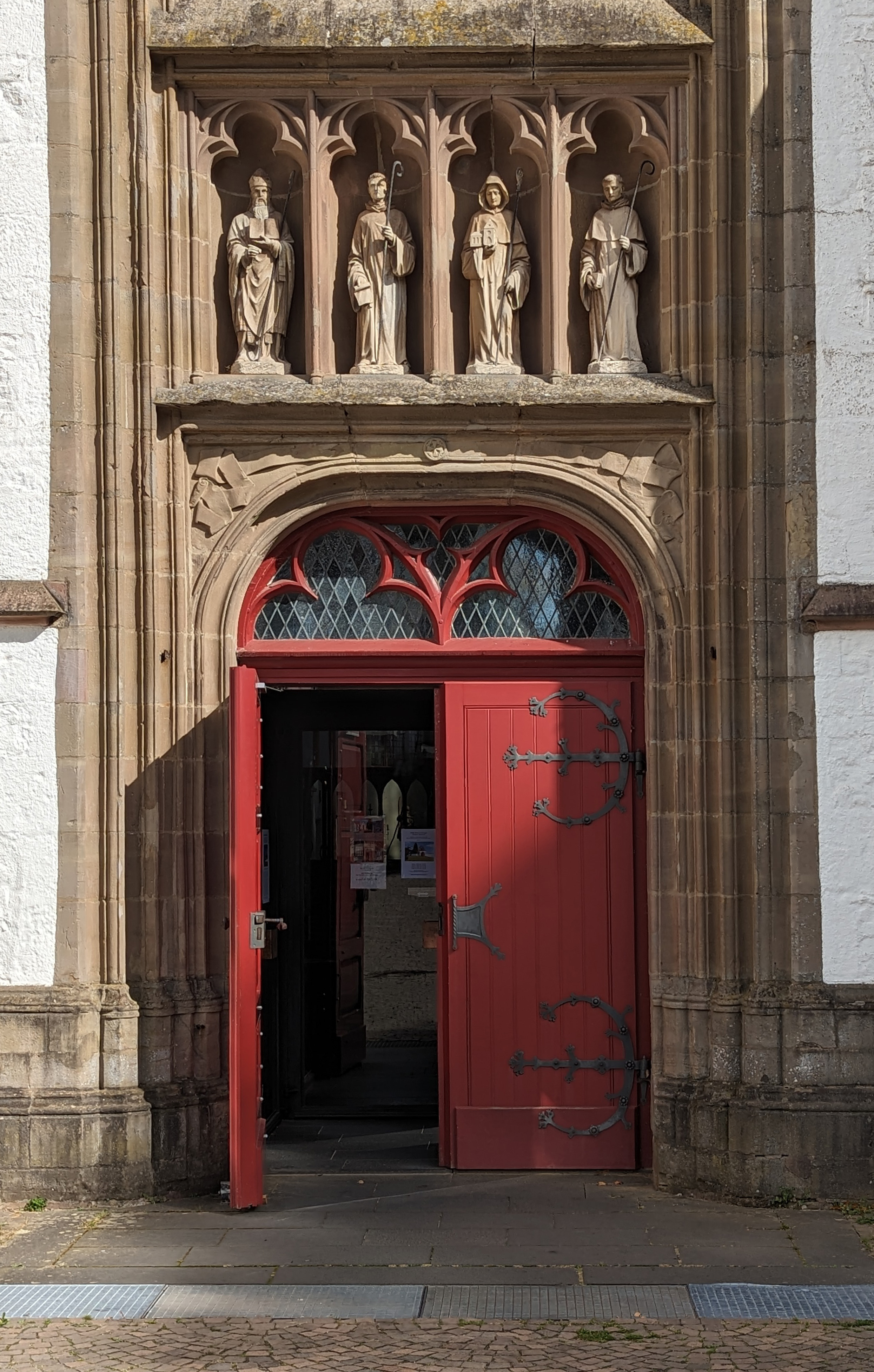
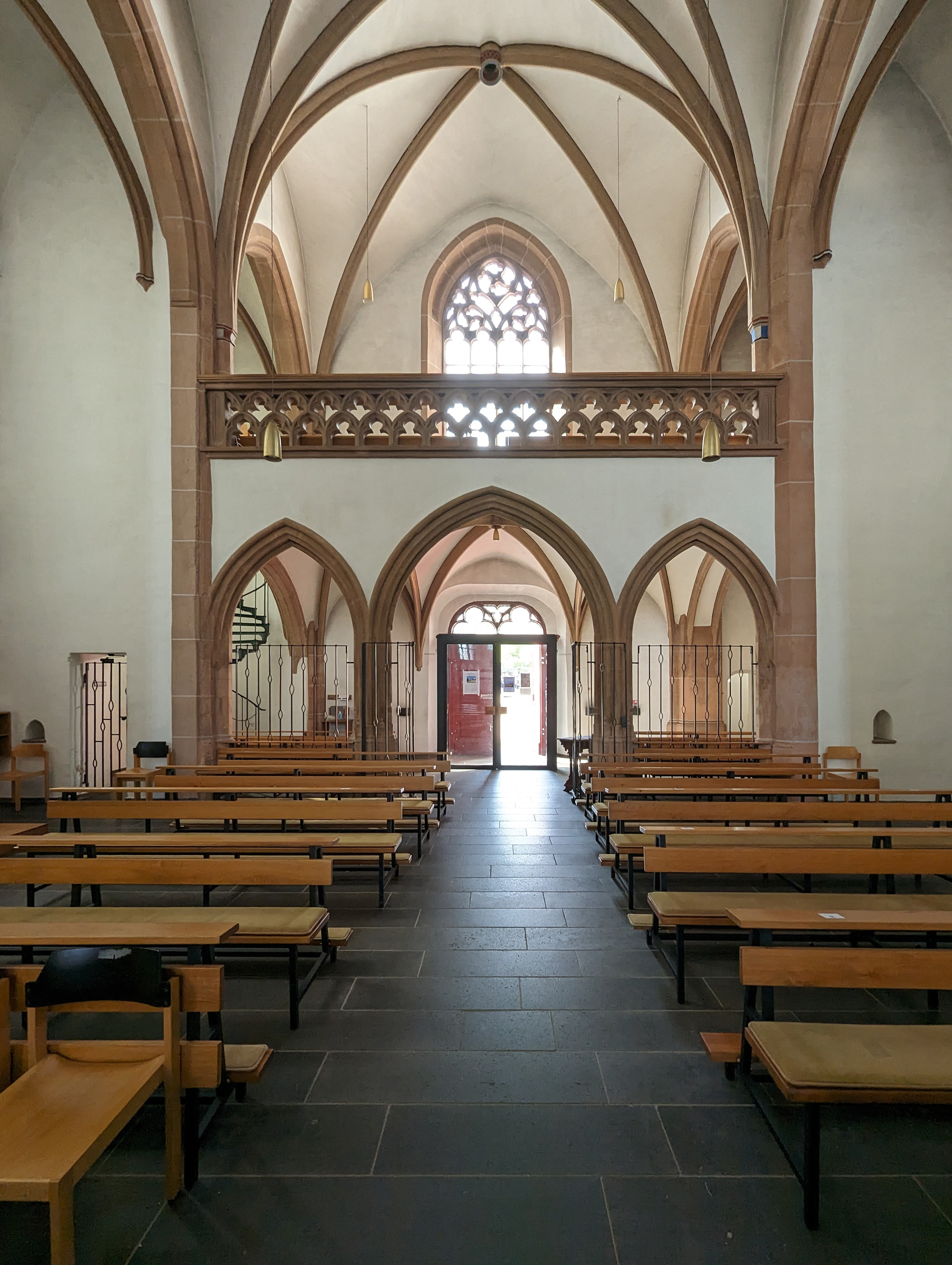
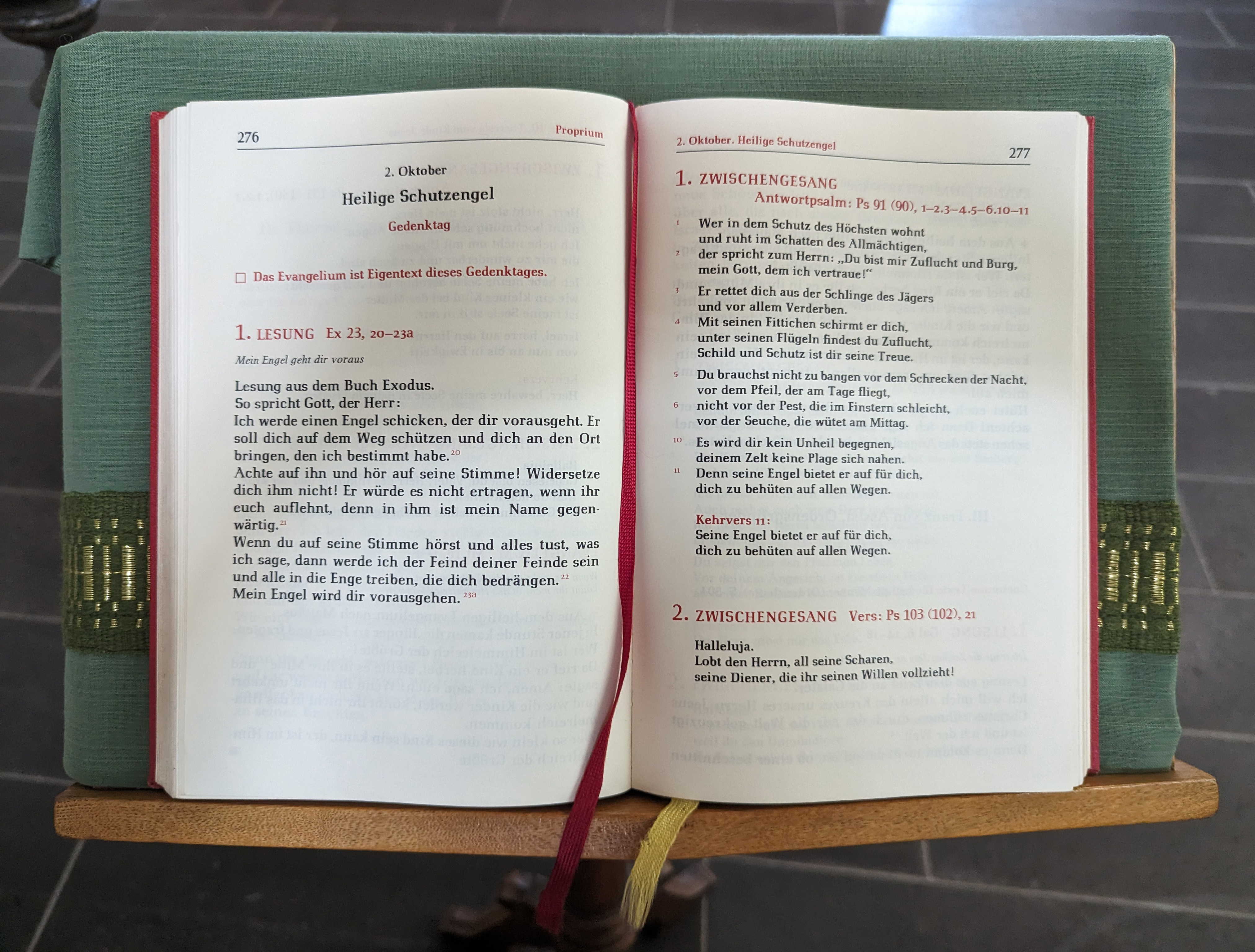
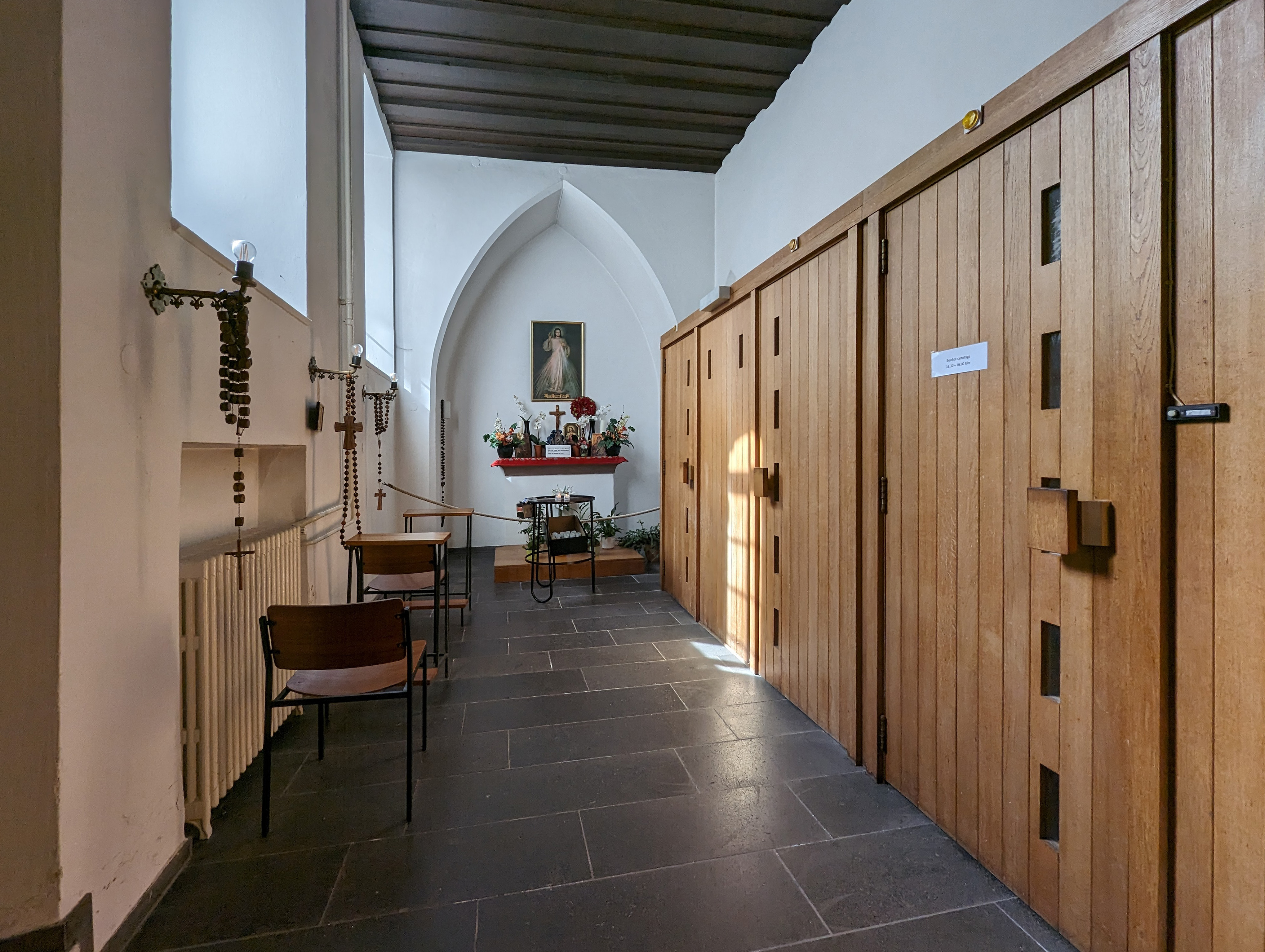
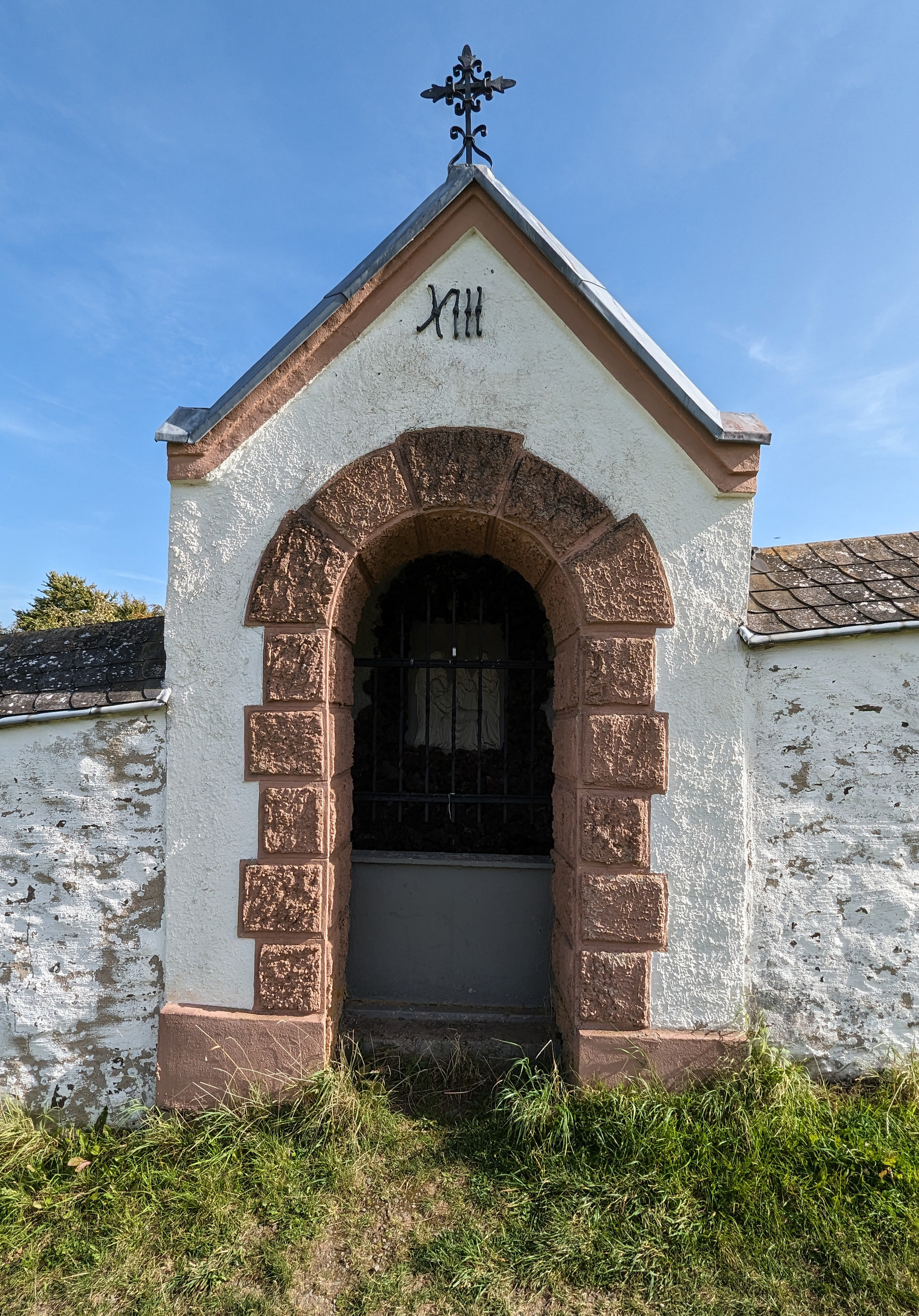
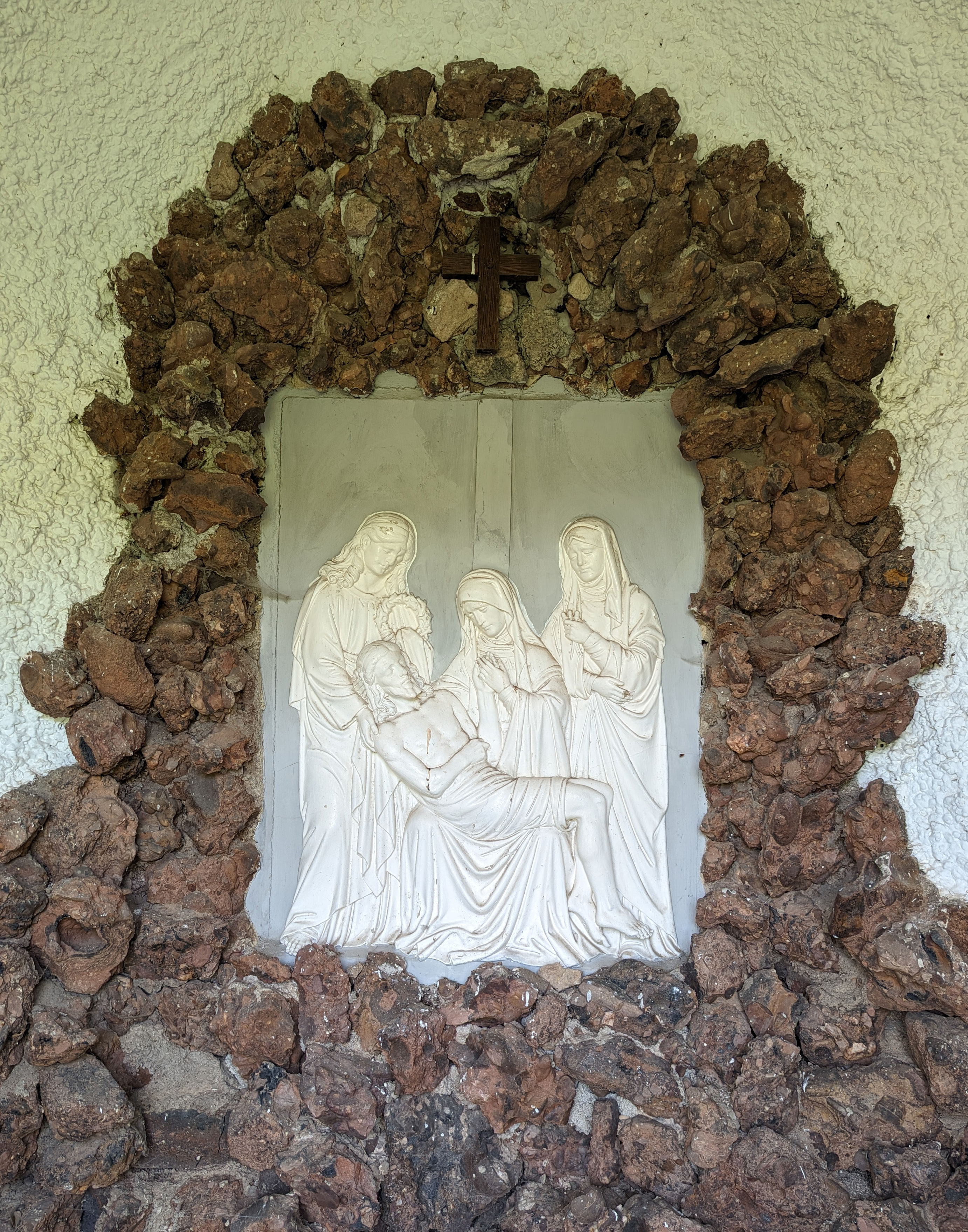
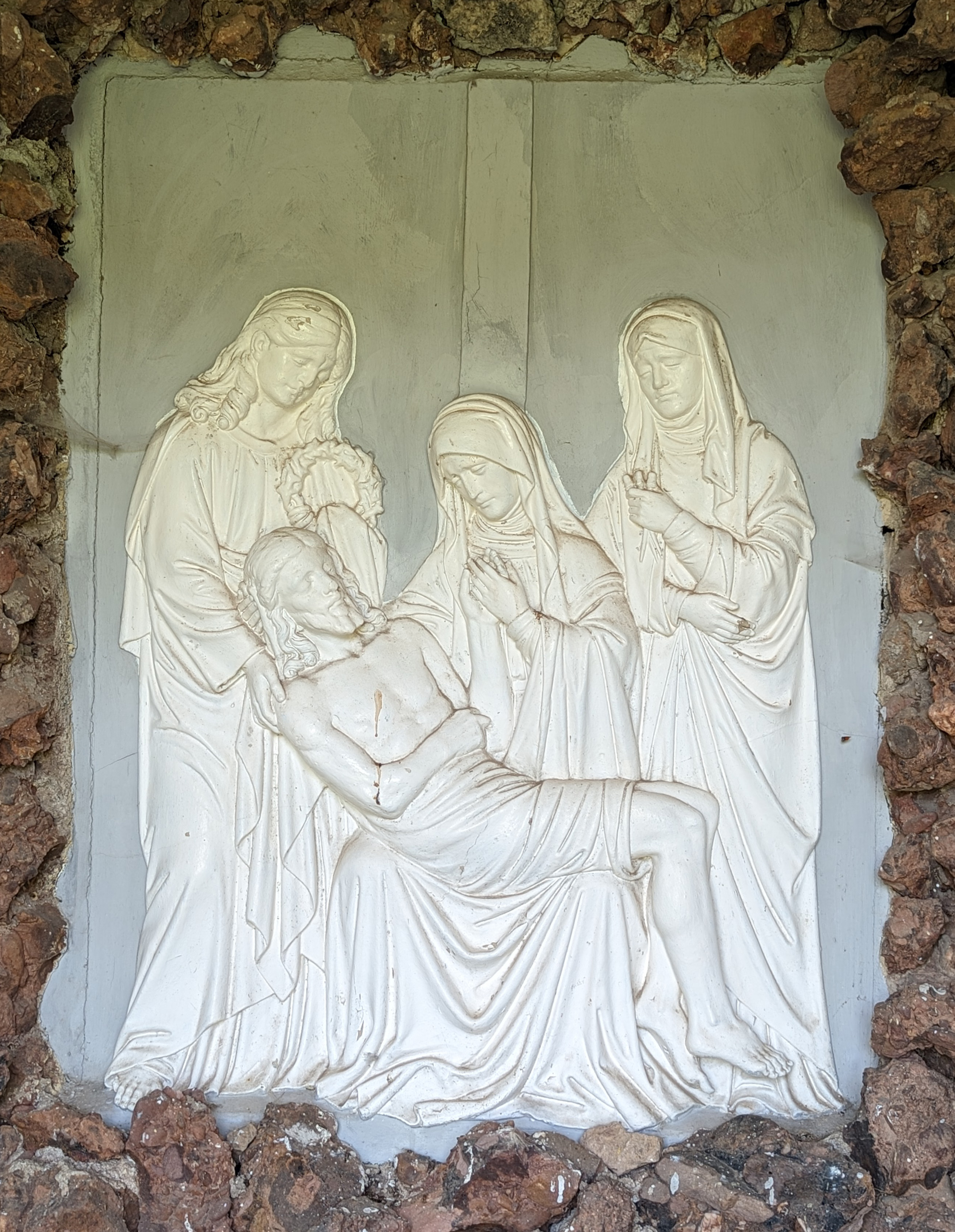